# Roger Madec
Pour les articles homonymes, voir Madec.
Roger Madec, né le 27 octobre 1950 à Paris et mort le 9 décembre 2024 à Verdelot en Seine-et-Marne,, est un homme politique français, conseiller de Paris de 1989 à 2024, maire du 19e arrondissement de Paris de 1995 à 2013 et sénateur de Paris de 2004 à 2017.

## Biographie

### Carrière politique

#### Militant parisien du CERES
Après l'obtention du baccalauréat, Roger Madec a commencé sa carrière politique comme secrétaire de section socialiste (19e section Eugène Pottier) à la fin des années 1970, dans le sillage de Manuel Escutia, leader local de ce parti (courant CERES) à l’époque. En juin 1981, lorsque Manuel Escutia est élu député du 19e arrondissement, celui-ci choisit Roger Madec comme assistant parlementaire.
En 1986, Manuel Escutia est écarté de son mandat parlementaire par la fédération de Paris, qui ne l'investit pas sur la liste pour des élections législatives qui se tiennent, cette fois, à la proportionnelle départementale. Manuel Escutia le reproche à Georges Sarre, leader parisien du courant Socialisme et République, et rompt avec ce courant. Roger Madec, devenu assistant parlementaire de Georges Sarre, s'oppose alors violemment à Manuel Escutia.

#### Émergence d'un leader local
Chef d'un courant très minoritaire, Roger Madec pratique un habile jeu d'alliances variées qui lui permet de devenir incontournable et de renforcer rapidement son influence.
En juin 1988, lors des investitures pour de nouvelles élections législatives, de nouveau convoquées en scrutin d'arrondissement, Roger Madec s'allie avec un nouveau venu chez les socialistes et dans le 19e arrondissement : Jean-Christophe Cambadélis, trotskyste historique et, pour cette raison, proche depuis longtemps de Lionel Jospin. Le député sortant, Alain Billon, fabiusien, fait les frais de cette alliance et perd son siège. Roger Madec, après la victoire nationale du PS, est nommé chef de cabinet de Georges Sarre nouveau Secrétaire d'État aux transports dans le gouvernement Rocard.
En 1989, lors de la composition des listes socialistes aux élections municipales, Roger Madec rompt son alliance avec Jean-Christophe Cambadélis, s'allie avec A. Billon et les rocardiens, s'oppose au « parachutage » de Claude Estier et arrache la tête d'une liste municipale socialiste homogène. Celle-ci est largement battue par la liste chiraquienne de Jacques Féron (CNI)
Pour les observateurs, cet échec semble scellé d'une marque définitive. En fait, il n'en est rien : dès le congrès de Rennes du PS, R. Madec renforce son courant au sein des sections du XIXe. En fait, s'étant placé au centre de l'échiquier politique local, Roger Madec va pouvoir, bien que très discret et peu connu au sein de la fédération de Paris, s'affirmer désormais comme le leader du PS 19e.

#### Rupture avec Georges Sarre et insertion dans la majorité du PS
La guerre du Golfe, et la crise que celle-ci provoque au sein du PS, lui permet un astucieux retournement politique. Officiellement aligné sur les positions anti-guerre de Jean-Pierre Chevènement et Georges Sarre, Roger Madec laisse ses militants se mobiliser contre la guerre. Lorsque Jean-Pierre Chevènement démissionne du gouvernement, la crise éclate dans son courant parisien : certains leaders (Michel Charzat, Patrick Bloche) prennent clairement le parti de François Mitterrand ; Georges Sarre hésite, critique d'abord Jean-Pierre Chevènement à qui il reproche d'avoir « mal choisi son moment » pour démissionner, puis finalement choisit de lui rester fidèle. Roger Madec feint d'adopter la même posture ; il parvient ainsi à préserver sa désignation comme candidat éligible aux élections régionales. Une fois celle-ci acquise, il annonce par voie de presse sa rupture avec le courant chevènementiste et son ralliement à la majorité mitterrandiste du PS.

#### Construction d’un bastion local
Ainsi introduit dans le courant majoritaire du PS, Roger Madec obtient facilement l'investiture aux municipales de 1995. Profitant du premier recul des listes RPR, et du maintien au second tour de la liste du Front National, la liste conduite par Roger Madec l'emporte de justesse au second tour et son leader est élu maire du XIXe.
Il est réélu aux municipales de 2001, qui permettent à Bertrand Delanoë de devenir maire de Paris. Roger Madec est désigné quelques heures comme adjoint au maire de la mairie centrale. Mais il préfère son fief du XIXe et cède sa place parisienne à son bras droit, François Dagnaud.
Élu sénateur de Paris en 2004, Roger Madec tient d'une majorité forte, la section du PS XIXe, ne laissant à Jean-Christophe Cambadélis, son opposant local, que le bénéfice de son mandat de député. Dans la composition de la liste socialiste aux municipales - qui reste sa grande affaire - Roger Madec place ses proches et choisit ses alliés.
En 2008, la liste Roger Madec (PS - PC, mais sans les Verts qui font liste à part) est reconduite aux municipales dès le 1er tour de scrutin. Parti de 23 % aux municipales de 1989, Roger Madec remporte vingt ans plus tard 52 % des suffrages exprimés.
Roger Madec est réélu sénateur de Paris lors du renouvellement de septembre 2011, qui a vu le Sénat basculer à gauche.

#### Évolutions dans la préparation de l'après-Delanoë
En septembre 2008, lorsque se prépare le congrès socialiste de Reims, Roger Madec se range sur la motion du maire de Paris, Bertrand Delanoë. Il s'en distancie, à l'été 2011, en annonçant son soutien à François Hollande. Son arrondissement ne le suit toutefois pas, Martine Aubry emportant au second tour 54,14 % des suffrages exprimés dans le 19e arrondissement.
Cette prise de distance à l'égard de Bertrand Delanoë est accompagnée d'autres signaux discrets, qui marquent certains rapprochements avec Jean-Marie Le Guen, député du 13e arrondissement et rival socialiste du maire : soutien tardif mais appuyé à Dominique Strauss-Kahn, approbation du principe de primaires ouvertes à toute la gauche pour la désignation du futur candidat-maire de Paris.
Le 4 septembre 2012, Roger Madec annonce pourtant son soutien à Anne Hidalgo pour succéder à Bertrand Delanoë à la Mairie de Paris. Son ami et premier adjoint à la mairie du XIXe arrondissement, François Dagnaud, est l'un des deux noms (avec Jean-Louis Missika) cités par Anne Hidalgo pour diriger sa campagne. Simultanément, Roger Madec prend position pour Jean-Christophe Cambadélis dans la course à la tête du PS, au nom d'une « relation… dense et fructueuse (depuis des années, même si), faite aussi – parfois – de divergences ».

#### Succession à la mairie du19earrondissement
Le 17 janvier 2013, Roger Madec annonce qu'il quitte son poste de maire du 19e arrondissement de Paris. Le 4 février 2013, le conseil d'arrondissement élit François Dagnaud pour lui succéder. En septembre 2014, il succède à Jean-Yves Mano à la présidence de Paris Habitat OPH.
Lors de l'élection municipale de 2014 à Paris, il est 3e de la liste PS dans le 19e arrondissement ; il est donc réélu conseiller de Paris.
En janvier 2017, son assistant parlementaire, Yacine Chaouat (qui avait été nommé en juin 2015 secrétaire national adjoint chargé de l'intégration au Parti socialiste puis avait dû démissionner quelques jours plus tard, à la suite de sa condamnation à six mois de prison avec sursis pour violences conjugales aggravées sur sa conjointe d'origine tunisienne, qui l'accusait de l'avoir battue à coups de ceinturon et de l'avoir attachée à un radiateur, l'obligeant à rester dans leur appartement), fait l'objet d'une enquête policière pour apologie du terrorisme sur sa page Facebook avec appels au djihad et des images d'égorgements. L'affaire est révélée par Le Canard enchaîné le 22 février 2017,.
En vue de l'élection présidentielle de 2017, il soutient Emmanuel Macron. Pour les sénatoriales de 2017 il appelle de nouveau à voter pour la liste LREM dans la capitale et dit souhaiter un rassemblement autour de LREM et ne se représente pas. Malgré ce soutien affiché à la majorité présidentielle Roger Madec est de nouveau candidat lors des élections municipales de 2020 à Paris en troisième position sur la liste du maire sortant François Dagnaud dans le 19e arrondissement de Paris. Selon le politologue Rémi Lefebvre, cette candidature suscite de nombreuses critiques internes au sein de la fédération parisienne du Parti socialiste.

### Mort
Pris d’une « énorme douleur à la mâchoire », Roger Madec est hospitalisé le dimanche 8 décembre 2024 avant de rentrer à son domicile, en Seine-et-Marne. Il meurt le lendemain, à son domicile.

### Carrière cynophile
En tant qu'éleveur passionné, de Cavaliers King Charles, Roger Madec est juge et membre du comité de la Centrale Canine. Son élevage a produit plus de 170 champions dont le gagnant du Mondial en 2011.
Il est un précurseur de la prise de conscience de la cause animale en politique.

## Décoration
Chevalier de la Légion d'honneur (2001).

## Hommages
- Le 6 juin 2025, la place Armand-Carrel située devant la mairie du 19e arrondissement de Paris devient la place Roger-Madec.

## Prises de position

### Admission de la Palestine à l'ONU
En août 2011, alors que la France doit prendre position sur la demande d'adhésion à l'ONU de la Palestine, Roger Madec signe une « lettre à Nicolas Sarkozy » qui lui demande solennellement de « s'opposer à la résolution visant à imposer de façon unilatérale la reconnaissance d'un État palestinien. » Cette position, qui s'inscrit dans une démarche associant des parlementaires des deux bords, s'oppose alors directement à la position officielle du Parti socialiste,,.
En 2012, il salue toutefois le vote « consacrant la Palestine comme un État observateur » à l'ONU comme un « grand pas pour arriver vers une paix durable », tout en soulignant qu'il comprend « les inquiétudes et doutes que peut ressentir Israël à cette nouvelle ».

### Mariage pour les couples de même sexe
Roger Madec est favorable au mariage homosexuel, à la procréation médicalement assistée et à la gestation pour autrui. Il a condamné avec violence les positions de l'Église catholique à ce sujet qui, selon lui, « assume sans fausse note cette discrimination qui interdit aux couples de même sexe le mariage. L'Église catholique aurait pu avoir le bon goût, sinon la décence, de s’interdire toute référence aux droits de l’enfant. ». Il a de même dénoncé la position de la philosophe Sylviane Agacinski comme « récidive rétrograde » pour avoir soutenu « une parentalité naturelle, c’est-à-dire fondée sur la différence de sexe. »

### Polémique lors d'un tournage de l'émissionComplément d'enquête
Le 29 novembre 2012, lors du tournage dans la salle des mariages de la mairie du 19e arrondissement de Paris d'un numéro de l'émission de France 2 Complément d'enquête, consacré à l'homosexualité, Roger Madec a fait couper l'électricité pendant l'interview de la porte-parole de l'opposition au mariage pour tous, Frigide Barjot. Le maire explique cette réaction en estimant que « les équipes de l'émission avaient été malhonnêtes et qu'il est hors de question que Frigide Barjot puisse venir s'exprimer dans ma mairie » en ne communiquant pas une liste d'invités sincère, ce à quoi Benoît Duquesne, présentateur du programme, rétorque que cette liste est mouvante. Roger Madec écrit au président de France Télévisions pour se plaindre de la méthode employée par les journalistes.